# Krasnohorivka
Krasnohorivka (em ucraniano:  Добропілля, em russo:  Доброполье) é uma cidade da Ucrânia, situada no Oblast de Donetsk. Tem 11 km² de área e sua população em 2020 foi estimada em 15.643 habitantes.
Krasnohorivka foi constantemente bombardeada desde o começo da invasão da Ucrânia pela Rússia. Por isso, menos de 800 habitantes continuavam a residir na cidade em novembro de 2022.